# Кагэма
Кагэма (яп. 陰間 дословно «тайная комната») — японские юноши-проститутки. Обычно «кагэма» становились проходившие обучение ученики актёров кабуки (а актёры сами часто подрабатывали проституцией), они обслуживали как мужчин, так и женщин. Основной услугой для мужчин был анальный секс; гомосексуальная фелляция в свидетельствах периода Эдо почти не упоминается. Кагэма, не связанные с театром кабуки, работали в мужских борделях или чайных домиках, специализирующихся на «кагэма». 

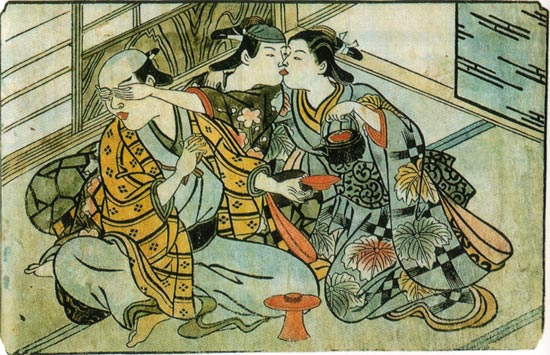
Мужчина, развлекающийся с юным актёром Кабуки и юдзё. Актёр (в центре) целует проститутку, пока клиент отвернулся. Нисикава Сукэнобу, около 1716—1735

Обычно кагэма платили больше, чем проституткам-женщинам, поэтому они сумели вести процветающий бизнес весь XIX век, несмотря на всё ужесточающееся законодательство. Кагэма работали в разных возрастных группах: молодые мужчины (яп. 野郎 яро:), подростки (яп. 若衆 вакасю:) 10—18 лет и оннагата (женское амплуа актёра-мужчины).
Термин также используется в современном японском гомосексуальном сленге.